# キッチン!
キッチン!は、ワタナベエンターテインメントに所属していたお笑いコンビ。

## メンバー
- 中川 ヨーコ（なかがわ - 、1978年9月15日 - ）ツッコミ担当（ネタによって変わる）
岡山県出身、A型
立ち位置は主に右。

- 辺見 チヅコ（へんみ - 、1978年7月11日 - ）ボケ担当（ネタによって変わる）
京都府出身、岡山県育ち。O型
立ち位置は主に左。

## 来歴
辺見が8歳の時に岡山県に移り住み、同じ地区に住んでいた同い年の中川と出会い、幼馴染みとなる。しかし小学校、中学校で同じクラスになることはなかった。なお、高校は別々の学校だった。
高校卒業後、1997年4月に二人一緒にNSC大阪校に19期生として入学。翌1998年から「うめさんドラさん」のコンビ名で、大阪を本拠として本格的に活動を開始、baseよしもとなどの舞台で活動。後にコンビ名を「ウメドラ」と改める。
その後東京の活動拠点を移し、ワタナベエンターテインメントに移籍、コンビ名を「キッチン!」に改める。
辺見のみ、2009年に『サカスさん』（TBSテレビ）水曜日の『名倉潤プロデュース アイドルオーディション』に出場し、最終オーディションで合格（結果としては最終まで進出した9人全員が合格）、グループ『スッピンファイヤー9』のメンバーとしてもデビューすることになった。
2011年4月15日付けで解散、引退。

## 芸風
漫才では、これまでには「女心」をテーマにしたネタなどを関西弁を使った喋りで披露している。白の衣装で「え?え?それどういうこと?」というブリッジを入れたネタを演じたこともあった。一方でコントも行い、辺見はマライア・キャリーを真似たキャラクターで登場することもある。辺見はR-1ぐらんぷり2009においても、このマライア・キャリー風のキャラクターで出場していた。

## 出演
- Goro's Bar（TBSテレビ） - フロアレディとして出演
- キッチン!のそうなんだ浜通り（テレビユー福島）
- 浜通りウォッチング はまッチ!（テレビユー福島）
- 落下女（日本テレビ）
- ジャンプ!○○中（フジテレビ）
- ザ・プレゼンテーション（TOKYO MXTV）
- オールスター感謝祭（TBSテレビ） - 2007年3月31日
- 新春ホワイトカーペット（フジテレビ） - 2009年1月1日早朝、キャッチコピーは「笑いの歌姫」
- 爆笑そっくりものまね紅白歌合戦スペシャル（フジテレビ） - 2009年4月7日
- サカスさん（TBSテレビ） - 水曜日『名倉潤プロデュース アイドルオーディション』
- 笑撃!ワンフレーズ（TBSテレビ） - 2009年9月11日、9月18日
- 爆笑スクランブル
- 祝 いけいけ食爛漫（フーディーズTV） - 2006年1月